# The Slavey's Affinity
The Slavey's Affinity è un cortometraggio muto del 1911 diretto da Harry Solter e prodotto dalla Lubin.

## Trama
Una domestica, innamorata del suo padrone, si sacrifica per assicurare all'uomo la sua felicità.

## Produzione
Il film fu prodotto dalla Lubin Manufacturing Company.

## Distribuzione
Distribuito dalla General Film Company, il film - un cortometraggio in una bobina - uscì nelle sale statunitensi l'11 ottobre 1911.